# Jan Knappert
Jan Knappert, né le 14 janvier 1927 à Heemstede et mort le 30 mai 2005 à Hilversum, est un linguiste néerlandais spécialiste des swahilis et de l'espéranto. Il est principalement connu pour son écriture d'un dictionnaire entre ces deux langues. Il enseigne à la KU Leuven, à l'École des études orientales et africaines de Londres et dans diverses universités africaines.
Knappert traduit également plusieurs ouvrages anciens comme le poème épique Utendi wa Tambuka, l'un des plus anciens documents swahilis connus. Il traduit par ailleurs en kiswahili le Kalevala, l'épopée finnoise.